# SICYD
SICYD (Servicios Informáticos de Conferencias y Documentación, S.L.) va ser una de les primeres Bulletin Board System (BBS) multiusuari de pagament a Espanya. L'empresa va ser constituïda a Barcelona el 27 de juliol de 1989 per Julio González, Antonio Castillo i els germans Jorge i Santiago Muñoz, va obrir les seves línies oficialment el 16 d'octubre d'aquell any.

## Tecnologia

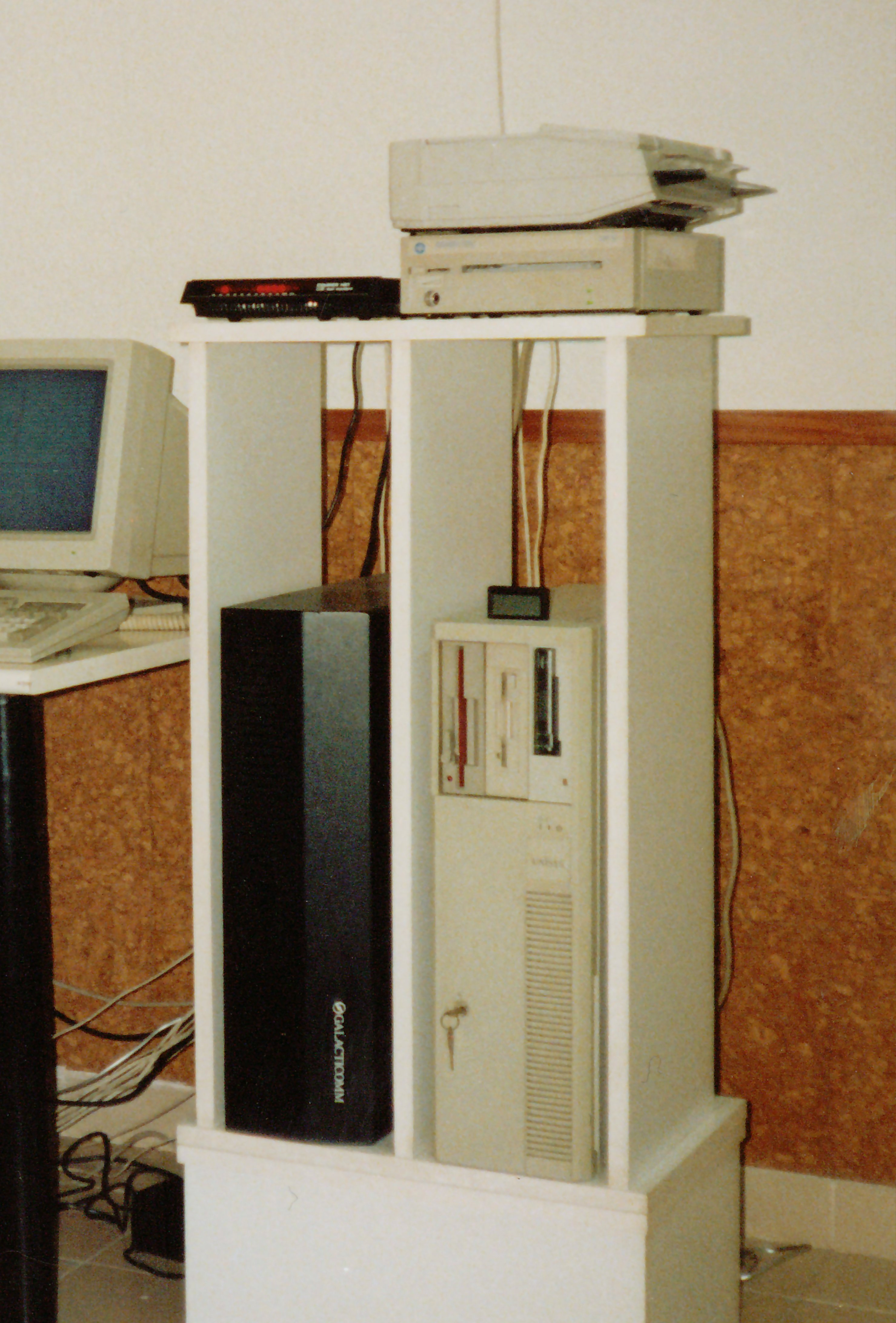
Infraestructura de SICYD el 1990 (foto de Gerald Meier).

El sistema es recolzava en la versió 5.07 del programari The Major BBS de Galacticomm Inc., que funcionava sobre una plataforma PC, concretament un ordinador Unisys amb processador Intel 80386 a 20 MHz, 1 MB de memòria RAM, 80 MB de disc dur i dos lectors Philips de CD-ROM. La gran novetat d'aquest programari era la capacitat de gestió de fins a 32 ports sèrie RS-232, sobre un sistema operatiu monousuari i monotasca com era MS-DOS, gràcies a les llibreries GSBL (Galacticomm Software Breakthrough Library) i al maquinari específic del fabricant. El programari va ser completament traduït al castellà per l'equip de SICYD.
Els usuaris accedien a SICYD mitjançant un grup de salt de 8 línies telefòniques, connectades a 8 mòdems intern Supra allotjats dins una "Galactibox", un xassís fabricat per Galacticomm Inc., capaç de gestionar fins a 16 mòdems interns. Els principals serveis oferts foren la “teleconferència” (equivalent a l'actual xat), les "Biblioteques de fitxers" (descàrrega de documents i programari de domini públic emmagatzemats en suport CD-ROM, les "Conferències" (grups de xerrada temàtics, similars als actuals fòrums) i també la possibilitat de jugar en línia a Quest for Magic, un addictiu videojoc de rol conversacional. El sistema també oferia una plataforma de comerç electrònic i, amb el temps, es van afegir d'altres serveis, com consultes a bases de dades, joc, etc.

## Passarel·la a Internet
Als pocs mesos de la posada en marxa, SICYD va demanar un domini d'Internet per oferir als seus usuaris una pasarel·la de correu electrònic pionera a l'estat. El domini "sicyd.es" fou el trenta-cinquè que es va concedir a Espanya.
El servei de pasarel·la de correu electrònic, així com la possibilitat de consultar els CD-ROMs de HST Guide Star Catalog va atraure a diverses societats astronòmiques espanyoles, com Sadeya, Aster, Gea o l'Agrupació Astronòmica de Sabadell. La connexió a Internet es realitzava a través del node d'EUnet a Espanya, al Departament d'Enginyeria Telemàtica de la ETSI de Telecomunicacions de la Universitat Politècnica de Madrid, anomenat "Goya", mitjançant diverses trucades telefòniques, via mòdem, en les quals s'intercanviava el correu electrònic amb el protocol UUCP, gràcies a un altre programari per a BBS anomenat Waffle. Posteriorment, "Goya" es connectava directament amb el node central d'EUNet a Holanda i formava part de la xarxa RedIRIS, xarxa que interconnectava les universitats espanyoles i els centres d'investigació científica, i que el 1992 es va professionalitzar per convertir-se en el primer proveïdor de serveis d'Internet de l'estat.

## Connexió a Iberpac

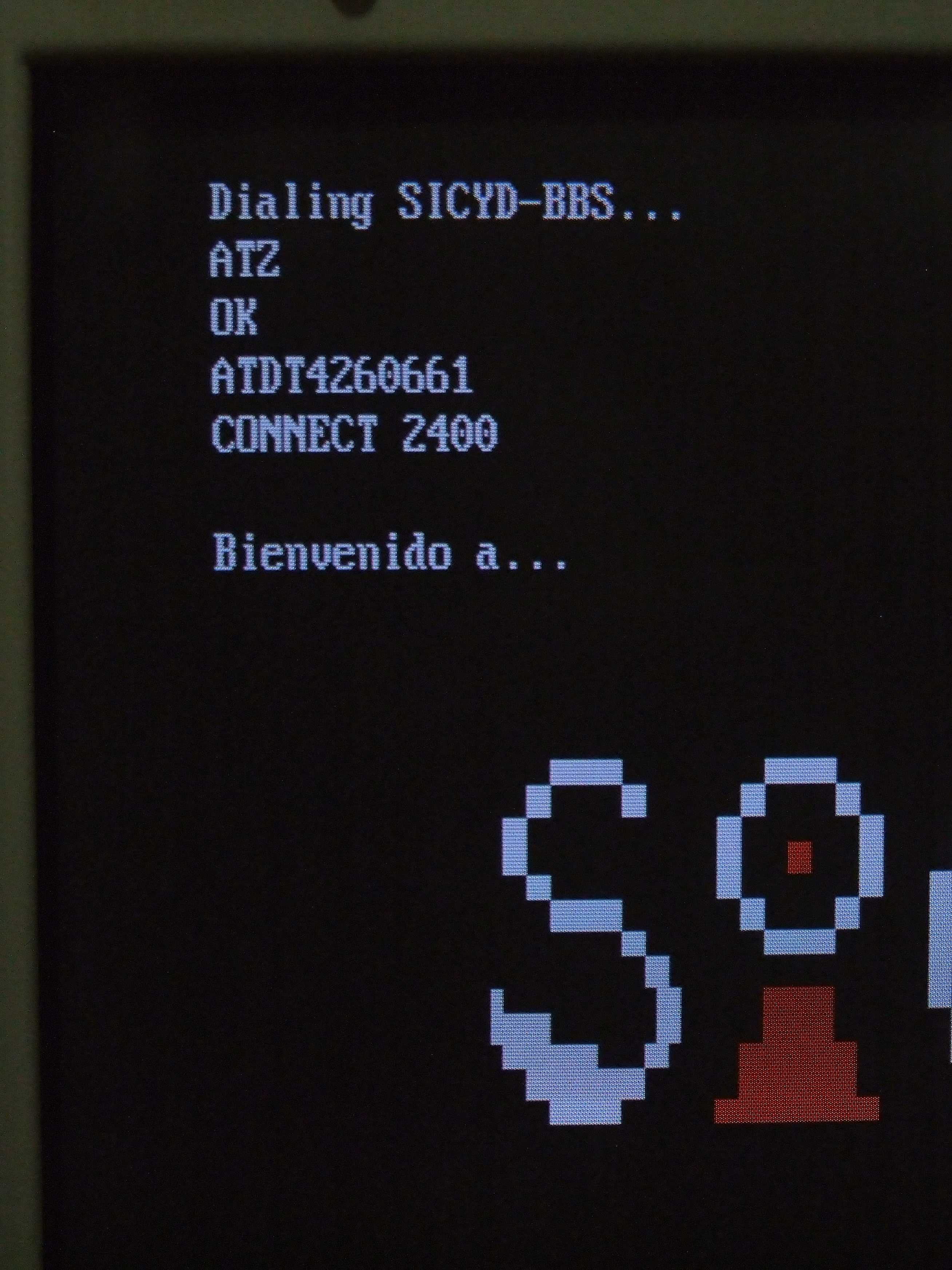
Benvinguda de SICYD-BBS.

SICYD va ampliar la seva capacitat, el seu abast i els seus serveis gràcies a la seva connexió a la xarxa de commutació de paquets Iberpac de Telefónica, basada en el protocol X.25. Gràcies a aquesta connexió, SICYD s'apropava a usuaris d'altres províncies i a altres estats, abaratint el cost de les trucades, ja que en aquest tipus de xarxes només es facturava la quantitat de dades transmeses, no la distància ni el temps. La xarxa Iberpac comptava amb nodes d'accés a nivell provincial, de manera que els usuaris només havien de trucar al seu node més proper, sovint al cost màxim d'una trucada local.
Un altre avantatge d'aquesta connexió va ser la disponibilitat de diversos canals de comunicació per cada línia telefònica, això va permetre a SICYD de comptar fins a 24 canals d'accés simultanis, 8 per la xarxa telefònica tradicional i 16 per X.25. Al mateix temps, els usuaris de la BBS podien utilitzar una passarel·la d'accés a Iberpac i sortir a l'exterior, connectant amb d'altres BBS a l'estranger, intercanviar missatges en grup gràcies a d'interconnexió de grups de conversa a FidoNet, o parlar en directe amb usuaris d'altres sistemes gràcies a connexions periòdiques.
En aquesta període, la revista HELP400 d'usuaris i professionals de sistemes AS/400 va escollir SICYD per donar suport als seus lectors.

## Consolidació i desenllaç
El moment àlgid de SICYD va arribar a principis de 1992, quan els ingressos per prestació de serveis van superar les despeses i l'empresa va començar a obtenir beneficis. En aquell moment FONOCOM S.A. va iniciar converses per adquirir la companyia, acció que es va portar a terme el 29 de maig de 1992 amb el cessament d'activitats de SICYD. Part de l'equip es va integrar a la nova companyia, així com els clients i els serveis de BBS, que va continuar operant amb el nom de FONOCOM-BBS. La societat es va extingir de forma definitiva el 15 de març del 1993.